# Porphyroglottis maxwelliae
Porphyroglottis maxwelliae – gatunek roślin z monotypowego rodzaju Porphyroglottis z rodziny storczykowatych (Orchidaceae). Rośliny występują w Azji Południowo-Wschodniej w Malezji Zachodniej, na Borneo i Sumatrze.

## Systematyka
Gatunek sklasyfikowany do podplemienia Cymbidiinae w plemieniu Cymbidieae, podrodzina epidendronowe (Epidendroideae), rodzina storczykowate (Orchidaceae), rząd szparagowce (Asparagales) w obrębie roślin jednoliściennych.